# Karel Johannes Frederiks

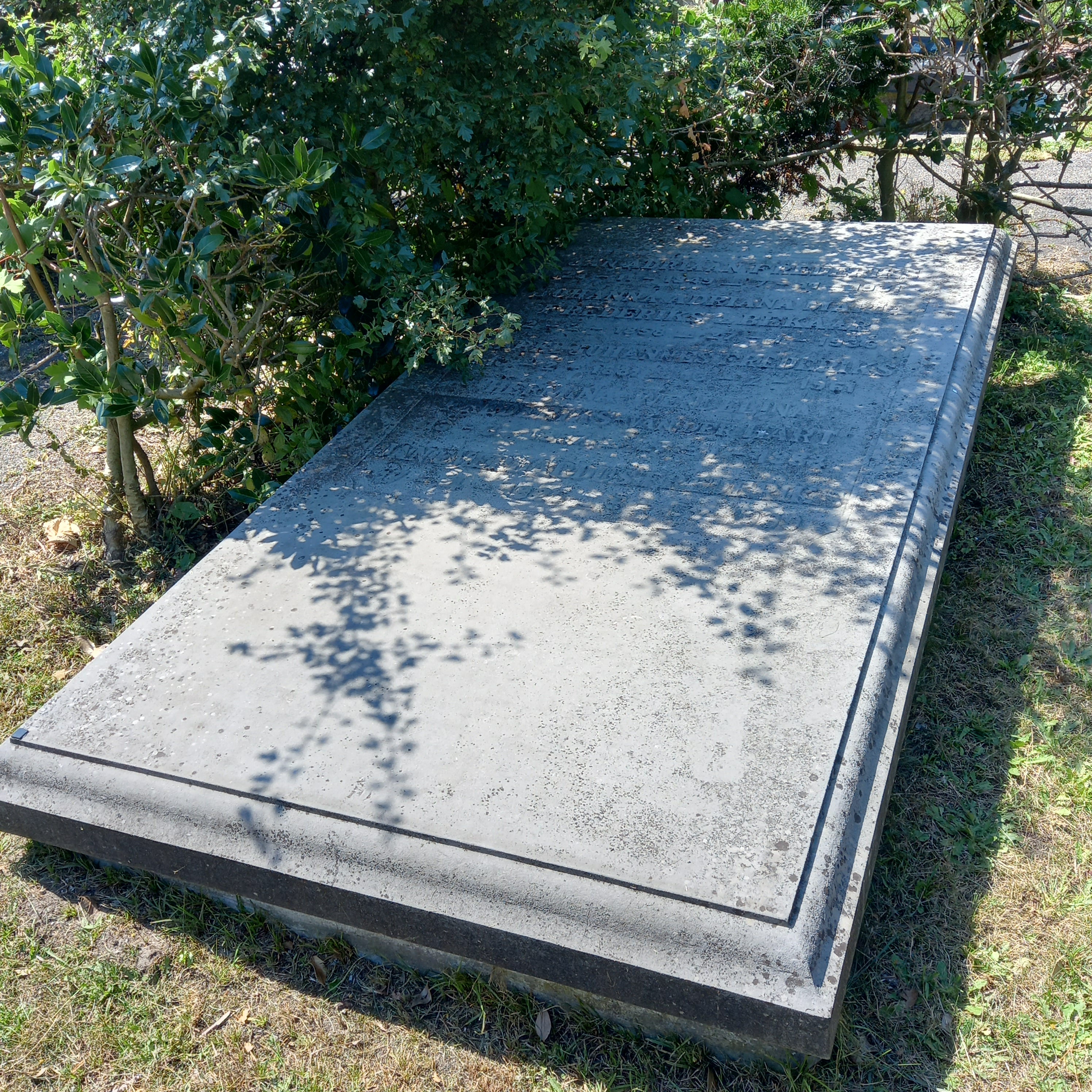
Das Grab von Karel Johannes Frederiks und seiner Ehefrau Hermina Wendelina van der Hart im Familiengrab auf dem Algemene Begraafplaats Kerkhoflaan in Den Haag

Karel Johannes Frederiks (* 10. Februar 1881 in Middelburg; † 18. Februar 1961 in Den Haag) war ein niederländischer Jurist und amtlicher Staatssekretär im niederländischen Innenministerium während der deutschen Besetzung im Zweiten Weltkrieg.

## Leben
Frederiks hatte Jura studiert und eine Dissertation über das Jagdrecht geschrieben. Ab 1931 war er beamteter Generalsekretär im niederländischen Innenministerium. Am ersten Tag der deutschen Besetzung der Niederlande, dem 10. Mai 1940, flohen der niederländische Außenminister van Kleffens und der Kolonialminister Charles Welter ins Exil nach London. Darauf wurde Frederiks einer der einflussreichsten Niederländer in der holländischen Verwaltung. Das Ressort, dem er vorstand, war für den gesamten niederländischen Verwaltungsapparat – einschließlich Polizei und Bürgermeister – zuständig. Frederiks glaubte die verwaltungsmäßige Ordnung aufrecht halten zu müssen, damit der Verwaltungsapparat nicht vollständig unter die Kontrolle des vom Reichskommissar für die Niederlande Arthur Seyß-Inquart geführten Besatzungsregimes fiel und damit auch an die niederländische Nationaal-Socialistische Beweging (NSB) von Anton Mussert, letztere machte er zu seinem Hauptgegner. Zusätzlich stand er im Gegensatz zur niederländischen Widerstandsbewegung im Land und der niederländischen Exilregierung in London.
Frederiks verkannte die Tragweite der nationalsozialistischen Vernichtungspolitik und nahm das Privileg für sich persönlich in Anspruch, etwas für eine ausgewählte Gruppe von Juden tun zu können.
Nachdem die Deportationen von Juden auch in den Niederlanden begonnen hatte, wandten sich einige niederländische Juden mit der Bitte um Schutz an Frederiks. Dieser sprach daraufhin beim HSSPF Hanns Albin Rauter vor, der sein Anliegen umgehend ablehnte, da die „Judenfrage“ eine „rein deutsche Angelegenheit“ sei. Daraufhin wandte sich Frederiks an Fritz Schmidt, den „Generalkommissar zur besonderen Verwendung“ und ranghöchsten NSDAP-Vertreter in den besetzten Niederlanden. Schmidt verband mit Rauter, der der ranghöchste SS-Führer in den Niederlanden war, eine Rivalität um Einfluss und Kompetenzen. Daher behandelte er Frederiks’ Fürbitte für die holländischen Juden wohlwollend, wahrscheinlich einfach deswegen, weil sein Konkurrent Rauter dagegen war.
Frederiks konnte zunächst zwei Juden auf seine Liste setzen, bereits im Herbst 1942 hatte es sich allerdings unter den Juden herumgesprochen, dass der Staatssekretär Schutz vor deutschen Übergriffen bieten konnte. Daher erreichten zu diesem Zeitpunkt viele Briefe das niederländische Innenministerium. Die Liste wuchs von zunächst einer Handvoll Personen auf mehrere Dutzend, später auf mehrere Hundert. Obwohl Frederiks die Pflege der Liste seinen Mitarbeitern überließ, die sich überdies um die Korrespondenz kümmerten, ging seine Liste als Frederiks-Liste in die Geschichte ein. Sie bot zunächst der jüdischen Elite – Staatsbeamte, Industrielle, Hochschullehrer – einen gewissen Schutz, später kamen auch durchschnittlichere Menschen auf die Liste. Die Platzierung hing dabei in der Regel von persönlichen Kontakten zu Frederiks und seinem Umfeld ab.
Um die aufgeführten Bürger vor zufälligen Razzien zu schützen, ließ Frederiks die Personen auf seiner Liste im Dezember 1942 im Schloss De Schaffelaar in Barneveld unterbringen. Er selbst konnte jedoch nicht verhindern, dass die meisten Bewohner des Schlosses am 29. September 1943 zunächst nach Westerbork und anschließend nach Theresienstadt deportiert wurden.
Ende 1944 verließ er seinen Posten und tauchte unter. Er verfasste eine Rechtfertigungsschrift, die 1945 gedruckt wurde. Frederiks wurde nach der Befreiung der Niederlande 1945 inhaftiert, von einer Säuberungskommission verhört und dann unehrenhaft aus dem Amt entlassen, weil er zum Symbol einer verfehlten Einsicht in das Wesen der deutschen Besatzungspolitik geworden war.

## Schriften (Auswahl)
- Op de bres 1940–1945: overzicht van de werkzaamheden aan het Departement van Binnenlandsche Zaken gedurende de oorlogsjaren, Den Haag, van Stockum 1945
- Maximes de Napoléon, von Napoleon, Emperor of the French. La Haye, M. Nijhoff, 1922.